# 木静謙二
木静 謙二（きしずか けんじ、生年月日不詳 - ）は、日本の漫画家。男性。主に成人向け漫画雑誌で活動。

## 来歴
2000年、辰巳出版『ペンギンクラブ山賊版』にてデビュー。その後『COMIC桃姫』、メディアックス『ファンタジーライズ』、『コミックPOT』、茜新社『COMIC天魔』等に作品が掲載された。

## 作品リスト

### 単行本
成人向け
1. 『今夜、とにかく凌辱が見たい。』 2001年11月24日発行（同日発売[1]）、富士美出版〈富士美コミックス〉、ISBN 4-89421-451-2
2. 『かてきょ』 2003年4月26日発行、メディアックス〈MDコミックス〉、ISBN 4-89613-958-5
3. 『アカン!もうむちゃくちゃにして』 2006年6月17日発行、メディアックス〈MDコミックス〉、ISBN 4-86201-018-0
4. 『真 今夜、とにかく××が見たい。』 2009年2月25日発行（同日発売[2]）、富士美出版〈富士美コミックス〉、ISBN 978-4-8942-1859-8
5. 『こんなに優しくされたの』 2012年12月30日発行（2012年12月14日発売[3]）、茜新社〈TENMA COMICS〉、ISBN 978-4-8634-9334-6
6. 『女教師に告ぐ』 2017年4月28日発売[4]、富士美出版〈富士美コミックス〉、ISBN 978-4-79950-508-3
7. 『僕とイトコのお姉さんと』 2018年8月1日発売、茜新社〈茜新社DIGITALプレミアム〉 ※電子書籍のみ
8. 『Intention』 2020年1月1日発売[5]、コアマガジン〈MEGASTORE WEB COMICS〉 ※電子書籍のみ
9. 『人妻のくせに！～Intention～』 2022年7月29日発売[6]、コアマガジン〈メガストアコミックス〉、ISBN 978-4-86653-628-6

### アンソロジー
成人向け
- 『入院少女―ラストチャイルド2』 「Nestles」収録、2002年4月21日発行[7]、茜新社、ISBN 4-87182-501-9
- 『好色少年のススメ 2』 「CHILDHOOD」収録、2003年2月15日発行[8]、茜新社、ISBN 4-87182-562-0
- 『ふたなりっ娘LOVE2』 「ムズリナタフ」収録、2003年11月5日発行[9]、茜新社、ISBN 4-87182-610-4
- 『まま姦 1』 表紙・「母さんはボクのマネージャー」収録、2004年3月25日発行[10]、茜新社、ISBN 4-87182-635-X
- 『まま姦 2』 表紙・「Sex,Murder,Art」収録、2004年3月25日発行[10]、茜新社、ISBN 4-87182-664-3
- 『まま姦 3』 表紙・「My Home Town」収録、2005年2月25日発行[10]、茜新社、ISBN 4-87182-736-4
- 『まま姦 4』 表紙・「ALL I WANT」収録、2006年8月25日発行[10]、茜新社、ISBN 4-87182-864-6

全年齢向け
- 『怪奇宴 幻の巻』 「木守り」収録、原作：木原浩勝、2007年8月23日発行（同日発売[11]）、講談社〈シリウスKC〉、ISBN 978-4-0637-3086-9
- 『怪奇宴 現の巻』 「鳥肌口碑」収録、原作：平山夢明、2007年8月23日発行（同日発売[12]）、講談社〈シリウスKC〉、ISBN 978-4-0637-3085-2
- 『Swimsuits Fellows! 2009』 「りばいばる」収録、2009年8月12日発行（2009年8月12日発売[13]）、エンターブレイン〈ビームコミックス〉、ISBN 978-4-7577-5027-2

### 小説挿絵
- 『本当にあったHな話』  2005年6月号 - 2006年1月号、ぶんか社
- 『狙われた未亡人 麗しき虜囚母娘』 小説：斐芝嘉和、2009年4月22日発行（同日発売[14]）、KTC〈リアルドリーム文庫 15〉、ISBN 978-4-8603-2734-7
- 『リアルドリーム文庫アンソロジー 穢された女教師』 「甘やかな首輪」収録、小説：御前零士、2009年10月22日発行（同日発売[15]）、KTC〈リアルドリーム文庫 26〉、ISBN 978-4-8603-2820-7
- 『誘惑の里 僕と美乳天女たち』 小説：北條拓人、2011年8月23日発行（同日発売[16]）、KTC〈リアルドリーム文庫 68〉、ISBN 978-4-7992-0114-5
- 『濡れる温泉郷 年上美女の誘惑祭りにようこそ』 小説：羽沢向一、2012年12月25日発売[17]、KTC〈リアルドリーム文庫 101〉、ISBN 978-4-7992-0356-9
- 『とろ蜜満淫アパート 隣人は女子大生・OL・未亡人』 小説：庵乃音人、2017年9月30日発売[18]、KTC〈リアルドリーム文庫 170〉、ISBN 978-4-7992-1073-4